# Phyllomacromia contumax
Phyllomacromia contumax – gatunek ważki z rodziny Macromiidae. Występuje w Afryce Subsaharyjskiej i jest szeroko rozpowszechniony – od Senegalu na wschód po Somalię i na południe po RPA.
W RPA imago lata od listopada do końca maja. Długość ciała 76–78 mm. Długość tylnego skrzydła 53–54 mm.